# Lucy Hutchinson
Lucy Hutchinson, nata Lucy Apsley (Londra, 29 gennaio 1620 – Owthorpe, ottobre 1681) è stata una poetessa, traduttrice e biografa inglese, nota soprattutto per essere stata la prima a tradurre in inglese il De Rerum Natura di Lucrezio durante gli anni dell'Interregno.

## Biografia
Lucy Apsley nacque nella Torre di Londra, di cui il padre era tenente, il 29 gennaio 1620, seconda dei dieci figli di Sir Allen Apsley e Lady Lucy St John. Il 3 luglio 1638 sposò il colonnello John Hutchinson che, secondo quanto scritto dalla stessa Lucy, era attratto da lei per le sue doti intellettuali e letterarie. Il colonnello Hutchinson era stato un firmatario della condanna a morte di Carlo I e per questo fu imprigionato a Sandown Castle, nel Kent, con l'avvento della Restaurazione. Hutchinson non fu mai processato e, nonostante le suppliche della moglie nella Camera dei Lords, non riacquisì mai la libertà e morì in carcere nel 1664. I coniugi Hutchinson ebbero nove figli.
Dopo la morte del marito, Lucy Hutchinson scrisse le memorie dell'uomo, Memoirs of the Life of Colonel Hutchinson, pubblicato postumo da un erede nel 1806. La biografia svela il ruolo chiave del colonnello Hutchinson in diverse battaglie della Guerra Civile e ha un grande valore storico come documento della vita dei puritani inglesi durante la guerra. La Hutchinson è nota soprattutto per essere stata la prima a tradurre integralmente in versi il De Rerum Natura di Lucrezio, un lavoro cominciato durante gli anni 1650. Una copia non autorizzata del manoscritto cominciò a circolare poco dopo la sua stesura e nel 1675 la traduttrice ripudiò la sua opera in una copia del manoscritto al suo amico Arthur Annesley, ritenendo che i valori del poema fossero in netto contrasto con la sua fede puritana. Esiste una precedente traduzione anonima e in prosa dell'opera di Lucrezio, scritta presumibilmente nello stesso decennio e conservata alla Bodleian Library di Oxford.
Contemporanea al Memoirs è la raccolta di 23 poesie Elegies, in cui la scrittrice lamenta la morte del marito, onora la sua memoria, affronta il lutto, supera il dolore e commenta la politica inglese della Restaurazione. Scrisse anche il poema epico Order and Disorder, una rilettura del libro della Genesi con diversi parallelismi con il Paradiso perduto di John Milton. Solo i primi cinque libri del poema furono pubblicati mentre l'autrice era ancora in vita, nel 1679; l'opera completa fu pubblicata solo nel 2001. Ha scritto inoltre On the Principles of the Christian Religion, in cui ha articolato i precetti della fede puritana per la figlia Barbara, e una traduzione perduta del Theologoumena Pandtodoupa del teologo Congregazionalista John Owen.